# 영원한 관계
"영원한 관계"는 1979년에 개봉한 대한민국의 영화이다.

## 캐스팅
- 주선태
- 윤일봉
- 조영숙
- 송승환
- 장인환
- 이백
- 박병기
- 박용팔
- 윤인하
- 이현미
- 김경옥
- 김대연
- 유명순
- 김보미
- 이인옥
- 이경실
- 김석훈
- 김기종
- 김민규
- 오영갑